# Tlillan-Tlapallan
Tlillan-Tlapallan «Lugar del negro y el rojo»  es un lugar legendario situado en la costa del Golfo de México, donde el rey Quetzalcóatl  llegó en vuelo desde Tollan con el fin de quemarse y transformarse en la Estrella de la Mañana (Venus), de hecho esto se relaciona con Tlahuizcalpantecuhtli, una manifestación de Quetzalcóatl asociada con Venus por este relato.
Esta historia se cuenta en un manuscrito del siglo XVI (el Códice Chimalpopoca) que contiene los Anales de Cuauhtitlan, escrito en Náhuatl el texto es una traducción de un libro anterior en español. Esta leyenda también es descrita por Bernardino de Sahagún en su Historia general de las cosas de la Nueva España. El nombre Tlillan-Tlapallan se ha interpretado como una referencia a la escritura y los libros, los colores negro y rojo representan sabiduría.